# Liga de Amadores Brasileiros de Rádio Emissão
A Liga de Amadores Brasileiros de Rádio Emissão (LABRE) é uma organização nacional sem fins lucrativos composta por associados praticantes do radioamadorismo no Brasil.

## História
Após a publicação do Decreto nº. 16.657, de 5 de novembro de 1924, baixado pelo presidente Artur Bernardes, que permitiu que as estações receptoras atuassem livremente no país, sujeitando-se ao cumprimento das normas legais, tornou-se necessário haver uma entidade que congregasse os radioamadores. O decreto foi o resultado de uma campanha que Edgard Roquette-Pinto (BZ1AG) vinha fazendo pelo livre exercício da radiofonia.
Em 6 de março de 1926, com a presença de amadores de vários estados brasileiros, destacando-se entre eles Alberto Couto Fernandes e João Valle, respectivamente sub-diretor técnico e engenheiro da Repartição Geral dos Telégrafos (atual Empresa Brasileira de Correios e Telégrafos), realizou-se, na sede da Rádio Sociedade do Rio de Janeiro, a primeira convenção que resultou na fundação da ABRA (Associação Brasileira de Rádio Amadores), primeira entidade dos radioamadores brasileiros.Sete anos mais tarde, em 13 de fevereiro de 1933, a ABRA foi renomeada como Rede Brasileira de Rádio Amadores (RBRA). Já um grupo de radioamadores de São Paulo reuniu-se na região de Santo Amaro, capital paulista, e depois de muitas opiniões e sugestões, foi fundada, em 13 de fevereiro de 1931, a LABRE - Liga de Amadores Brasileiros de Rádio Emissão.
A fusão das antigas associações - LABRE e RBRA - ocorreu em uma reunião realizada em 2 de fevereiro de 1934 no salão principal da União dos Empregados do Comércio do Rio de Janeiro, resultando na atual Liga de Amadores Brasileiros de Rádio Emissão, tendo como primeiro presidente Henrique Dolberth Lucas (PY1CH). Entre os principais benefícios da associação à entidade incluem envio e recebimento (bureaux) de cartões QSL, patrocínio de prêmios de operação de radioamador e concursos radioamadorísticos nacionais e internacionais.
A LABRE representa o radioamadorismo brasileiro perante as autoridades brasileiras e estrangeiras, é reconhecida pelo Ministério das Comunicações e membro da Região 2 da União Internacional de Radioamadores. Atualmente sediada em Brasília, a associação mantém diretorias estaduais nas capitais dos estados (com exceções de Belém, Boa Vista, Macapá, Manaus, Palmas, Porto Velho e Rio Branco) e coordena a Rede Nacional de Emergência de Radioamadores (RENER), criada pela Portaria Ministerial MI-302, de 24 de outubro de 2001 e publicada no Diário Oficial da União de 26 de outubro do mesmo ano, com o objetivo de suprir os meios de comunicações usuais, quando não puderem ser acionados, em razão de desastre, situação de emergência ou estado de calamidade pública.